# ريكاردو فيرنانديز (لاعب كرة قدم برتغالي)
ريكاردو فيرنانديز (بالبرتغالية: Ricardo Manuel da Silva Fernandes‏) (14 يناير 1978 بغيمارايش في البرتغال - ) هو لاعب كرة قدم برتغالي في مركز قلب الدفاع. لعب مع رابيد بوخارست وموريرينسي ونادي ريو أفي وناسيونال ماديرا وسالجويروس ‏ وAD Fafe ‏.

## وصلات خارجية
- ريكاردو فيرنانديز (لاعب كرة قدم برتغالي) على موقع قاعدة بيانات كرة القدم.إي يو (الإنجليزية)
- ريكاردو فيرنانديز (لاعب كرة قدم برتغالي) على موقع Soccerway.com (الإنجليزية)
- ريكاردو فيرنانديز (لاعب كرة قدم برتغالي) على موقع عالم كرة القدم.نت (الإنجليزية)